# Tormes
El Tormes es un río, afluente del Duero por su margen izquierda, que discurre por las provincias de Ávila, Salamanca y Zamora, en la comunidad autónoma de Castilla y León, España.

## Etimología
El nombre «Tormes» no es clara. Podría tener un origen latino: Interamnes, cognado con los nombres de las ciudades de Terni y Teramo en Italia, pero la teoría solo parece estar basada en una etimología popular de «Ambasaguas», sin fuentes académicas para comprobarla.

## Curso
Nace en el prado Tormejón, en el municipio de Navarredonda de Gredos, en plena sierra de Gredos. Desde su nacimiento, atraviesa territorio de las provincias de Ávila, Salamanca y Zamora, desembocando al río Duero, entre los términos municipales de Fermoselle y Villarino de los Aires, en la zona conocida popularmente como Ambasaguas, tras un recorrido de 284 km.

## Embalses y presas
Debido a sus características, este río no asegura el abastecimiento de agua a los núcleos de población en la época estival y, por ello, a finales de 1960 se construyó el embalse de Santa Teresa, con una capacidad de 496 hectómetros cúbicos, que aseguraba y regulaba el abastecimiento de agua en verano, así como laminaba las grandes avenidas en época de invierno. También tiene el embalse de Villagonzalo de donde se abastece de agua a la ciudad de Salamanca y cerca de su desembocadura en el Duero, el embalse de Almendra, donde el río se encajona entre paredones rocosos, formando los llamados arribes del Tormes, que acompañan a su cauce hasta su desembocadura en el Duero. Por último, tiene el embalse de San Fernando en el límite de los términos de Santibáñez de Béjar y Cespedosa de Tormes.
| Nombre       | Provincia | Capacidad | Superficie | Inauguración | Uso                                    |
| ------------ | --------- | --------- | ---------- | ------------ | -------------------------------------- |
| San Fernando | Salamanca | 9 hm³     | 51 ha      | 2002         | Abastecimiento, hidroeléctrico y riego |
| Santa Teresa | Salamanca | 496 hm³   | 51 ha      | 1960         | Hidroeléctrico, riego y recreativo     |
| Villagonzalo | Salamanca | 6 hm³     | 208 ha     | 1965         | Hidroeléctrico y abastecimiento        |
| Almendra     | Salamanca | 2649 hm³  | 8650 ha    | 1970         | Hidroeléctrico y recreativo            |
| Almendra     | Zamora    | 2649 hm³  | 8650 ha    | 1970         | Hidroeléctrico y recreativo            |

## Usos recreativos
Entre los usos recreativos que se desarrollan en el río destaca el piragüismo en aguas bravas, especialmente en la parte alta del río, aguas arriba de El Barco de Ávila y en la zona media del río donde se disfruta de las playas fluviales de Villagonzalo de Tormes como de Huerta aprovechando el deshielo de la sierra de Gredos.

## Localidades destacadas

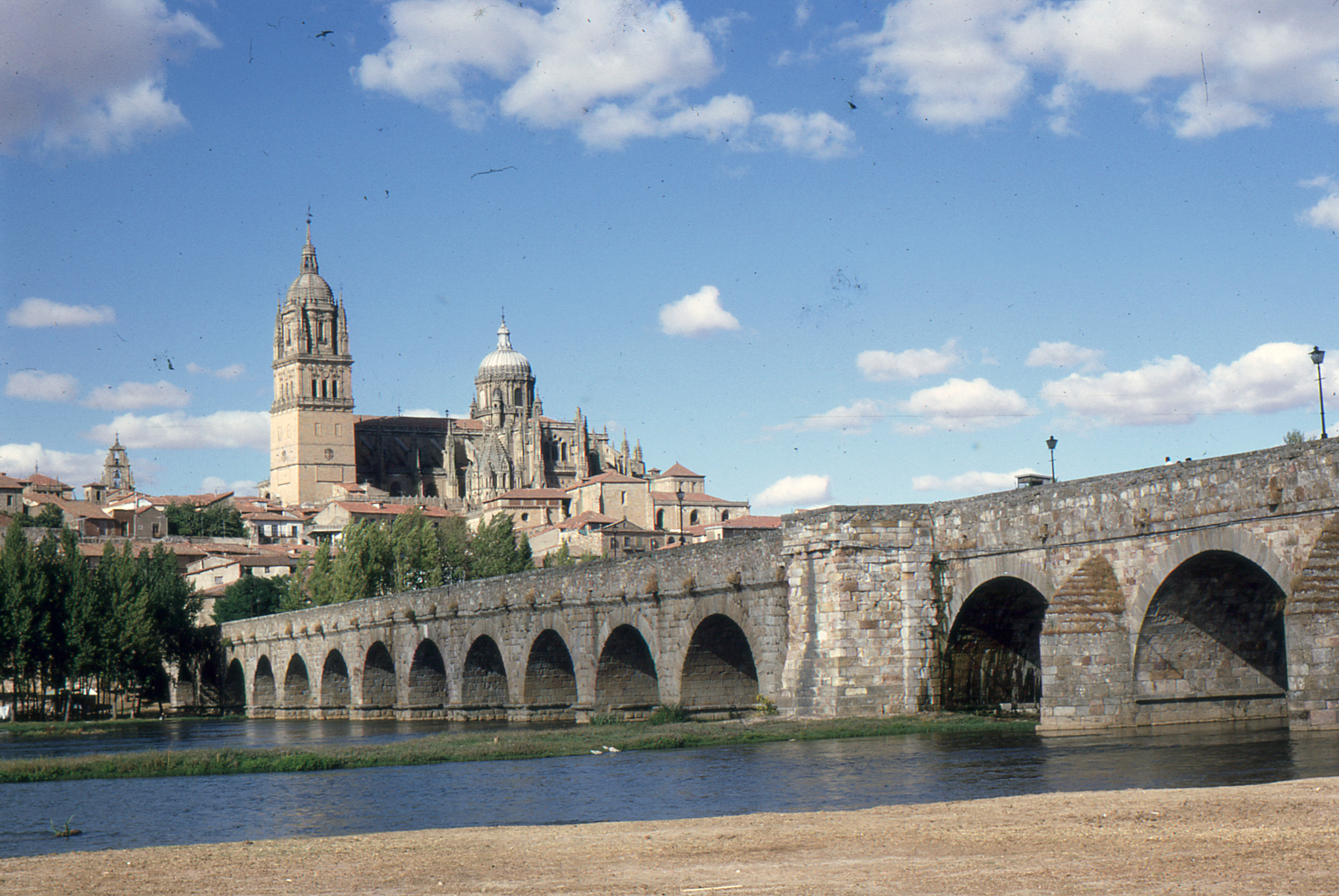
El puente romano de Salamanca permite el paso sobre el río Tormes desde el. Su mitad norte, a la izquierda desde el castillete central, mantiene su diseño y construcción originales, la sur, a la derecha, tuvo que ser reconstruida tras ser destruida por la riada de San Policarpo.

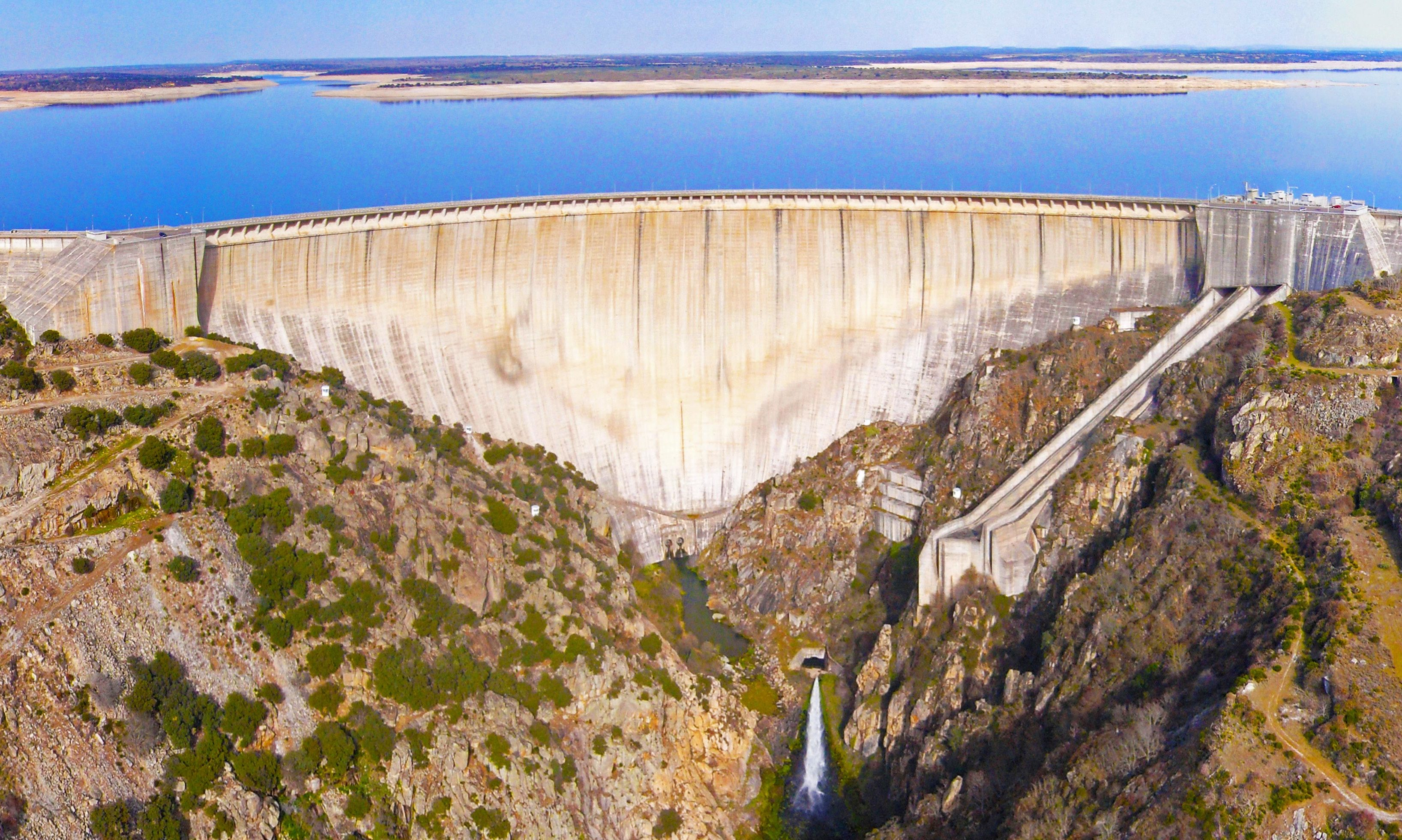
La presa de Almendra es la más alta de España. Forma el tercer embalse de mayor capacidad del país.

Localidades destacadas por las que pasa de norte a sur:
Fermoselle, Villarino de los Aires, Ledesma, Salamanca, Cabrerizos, Santa Marta de Tormes, Huerta, Villagonzalo de Tormes, Alba de Tormes, Guijuelo, Cespedosa de Tormes, Guijo de Ávila, Santibáñez de Béjar, Puente del Congosto, Navamorales, La Horcajada, El Losar del Barco, El Barco de Ávila, La Aliseda de Tormes, Angostura de Tormes, Navalperal de Tormes, Navacepeda de Tormes y Hoyos del Espino.

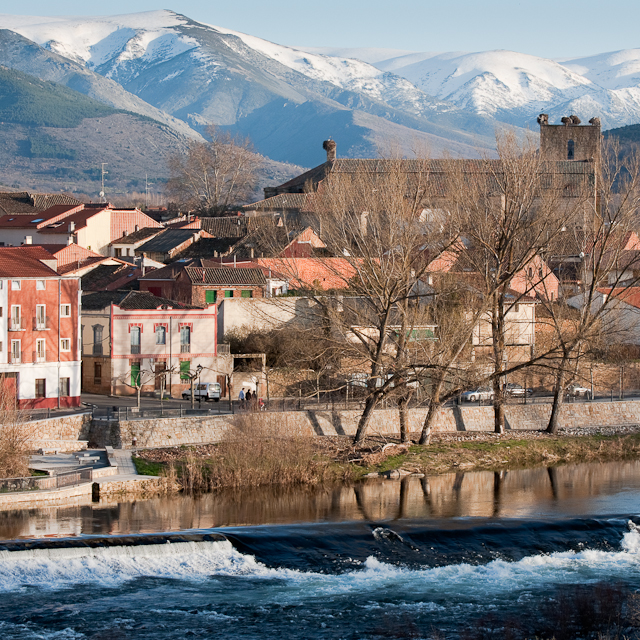
El Barco de Ávila
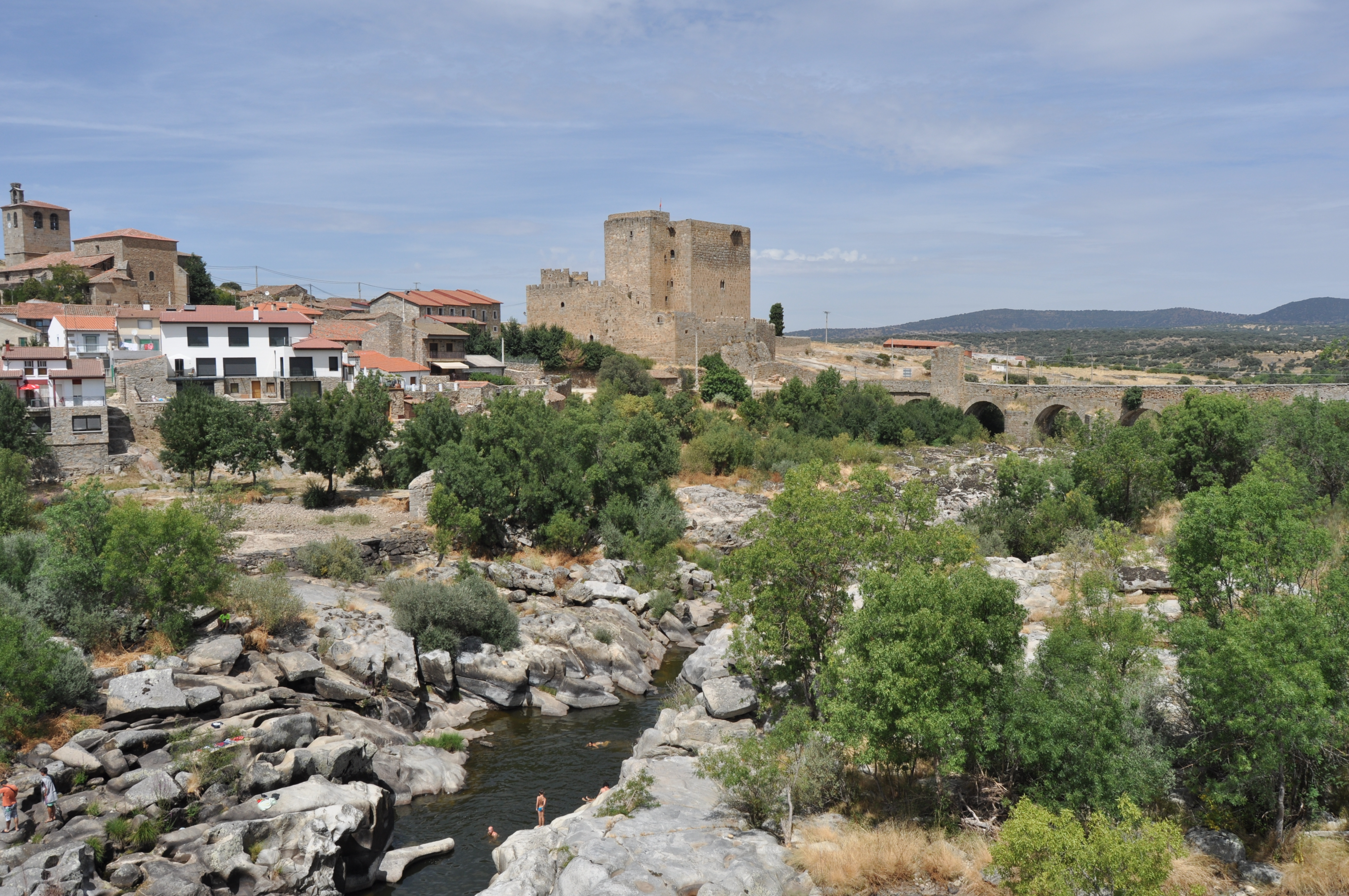
Puente del Congosto
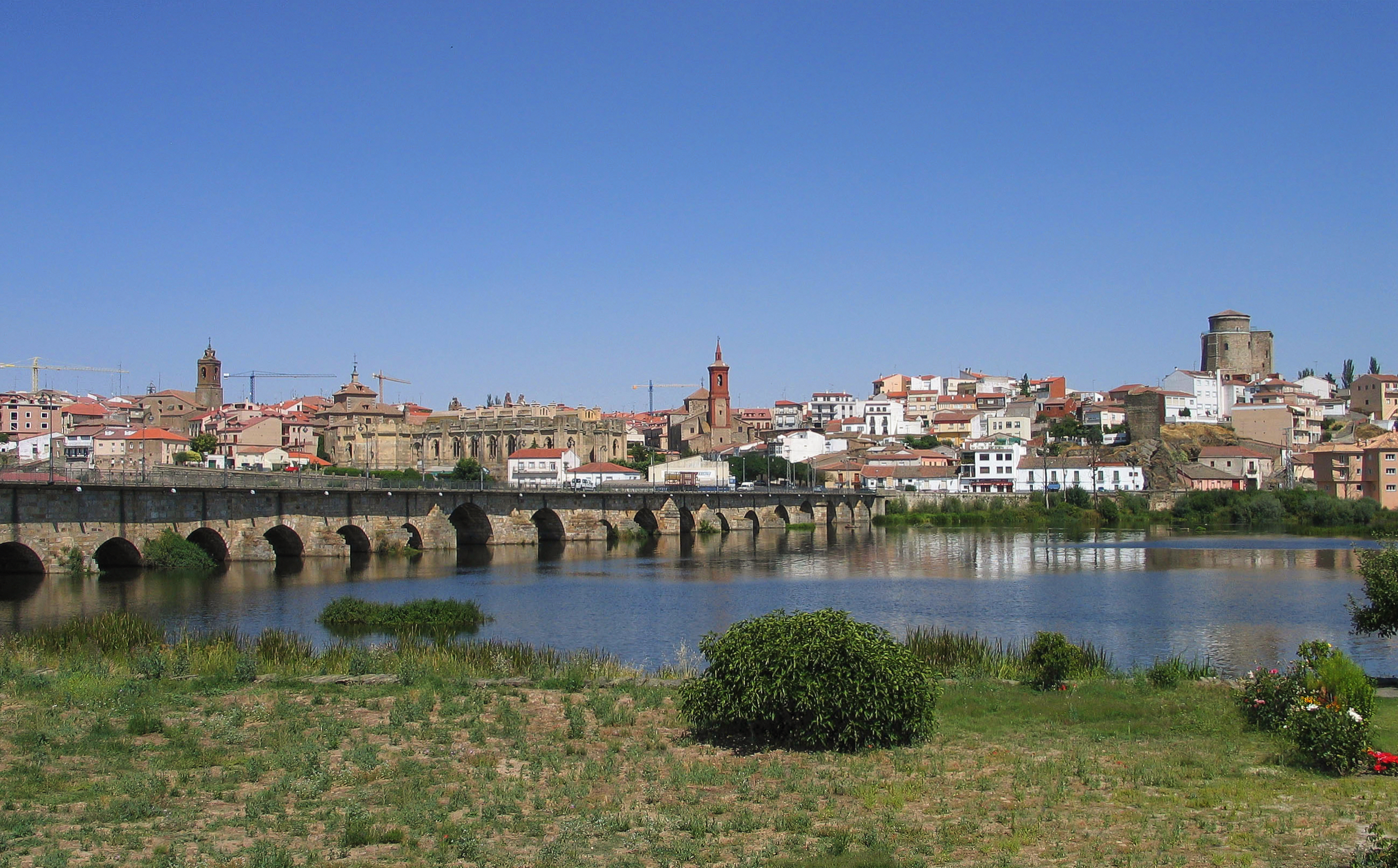
Alba de Tormes
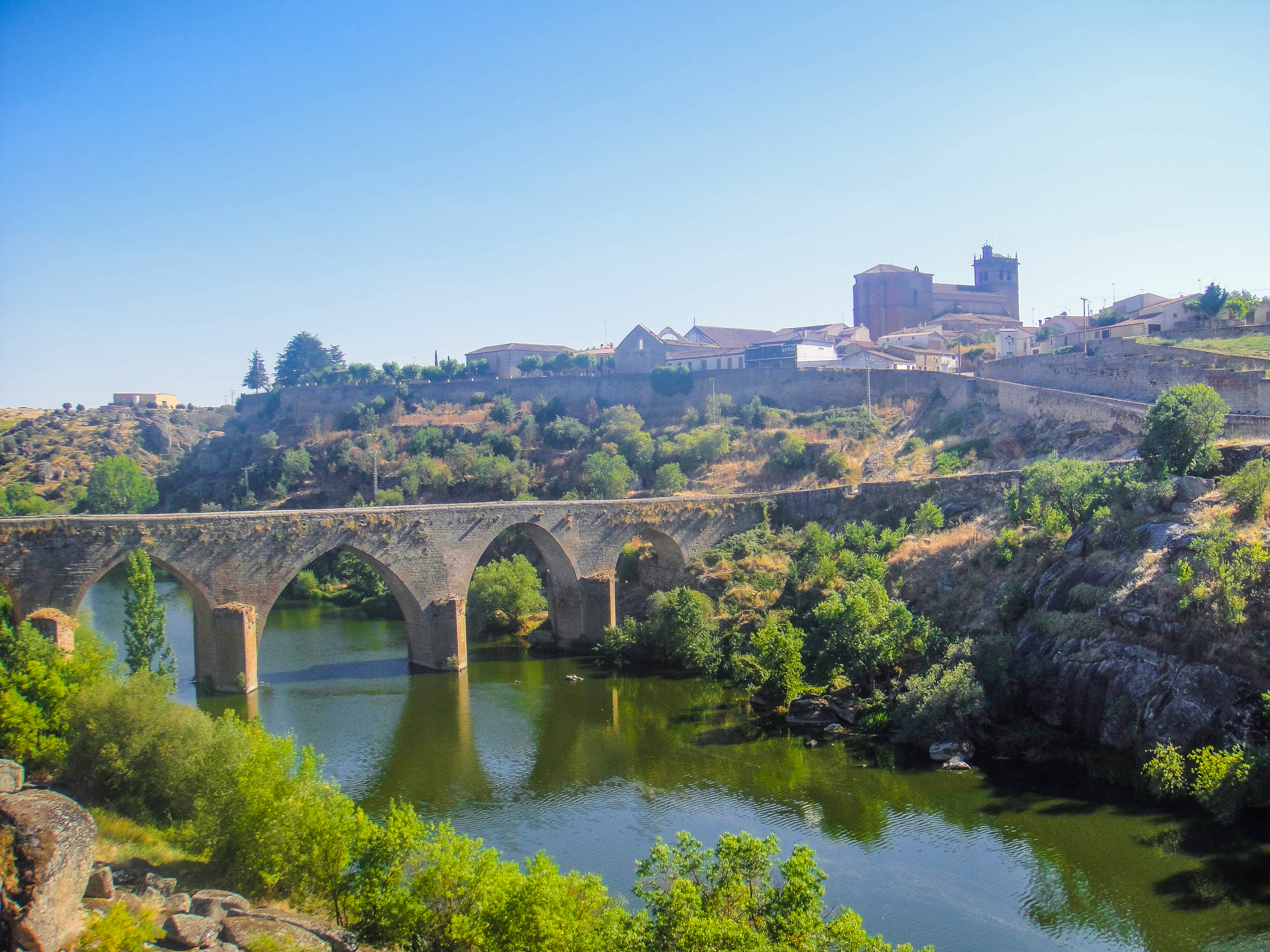
Ledesma
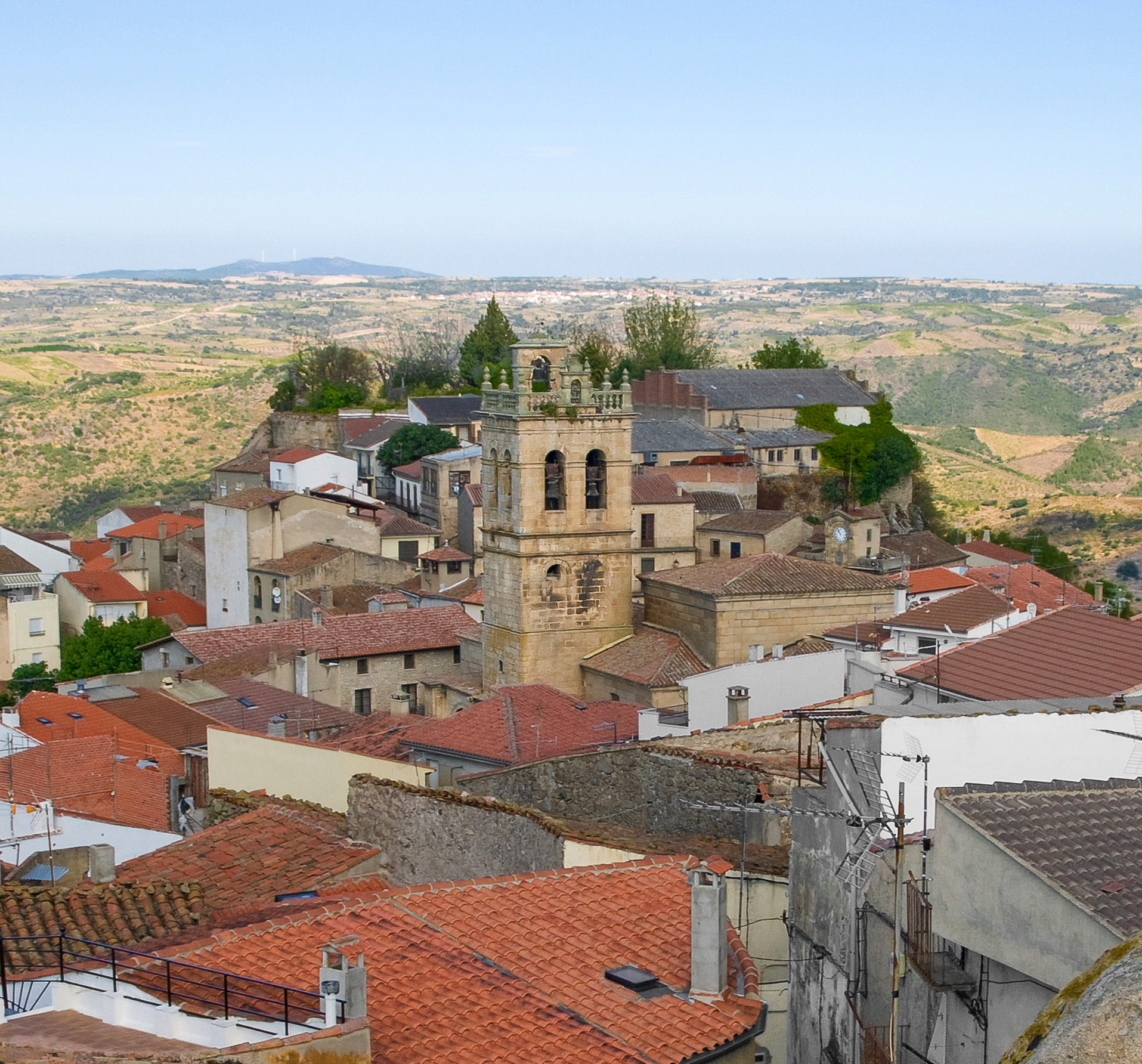
Fermoselle

## Afluentes
Los afluentes del río Tormes, enumerados en el orden en que se unen al río desde su cabecera hasta su desembocadura, son los siguientes:
Por la izquierda
- Río Barbellido
- Garganta de Gredos
- Garganta de Navamediana
- Garganta de Bohoyo
- Garganta de los Caballeros
- Río Aravalle
- Río Becedillas
- Río Valvanera
- Arroyo Caenes
- Río Alhándiga
- Arroyo del Zurguén
- Río Gamo

Por la derecha
- Río Corneja
- Río Almar
- Rivera de Cañedo